# Günter Leifheit

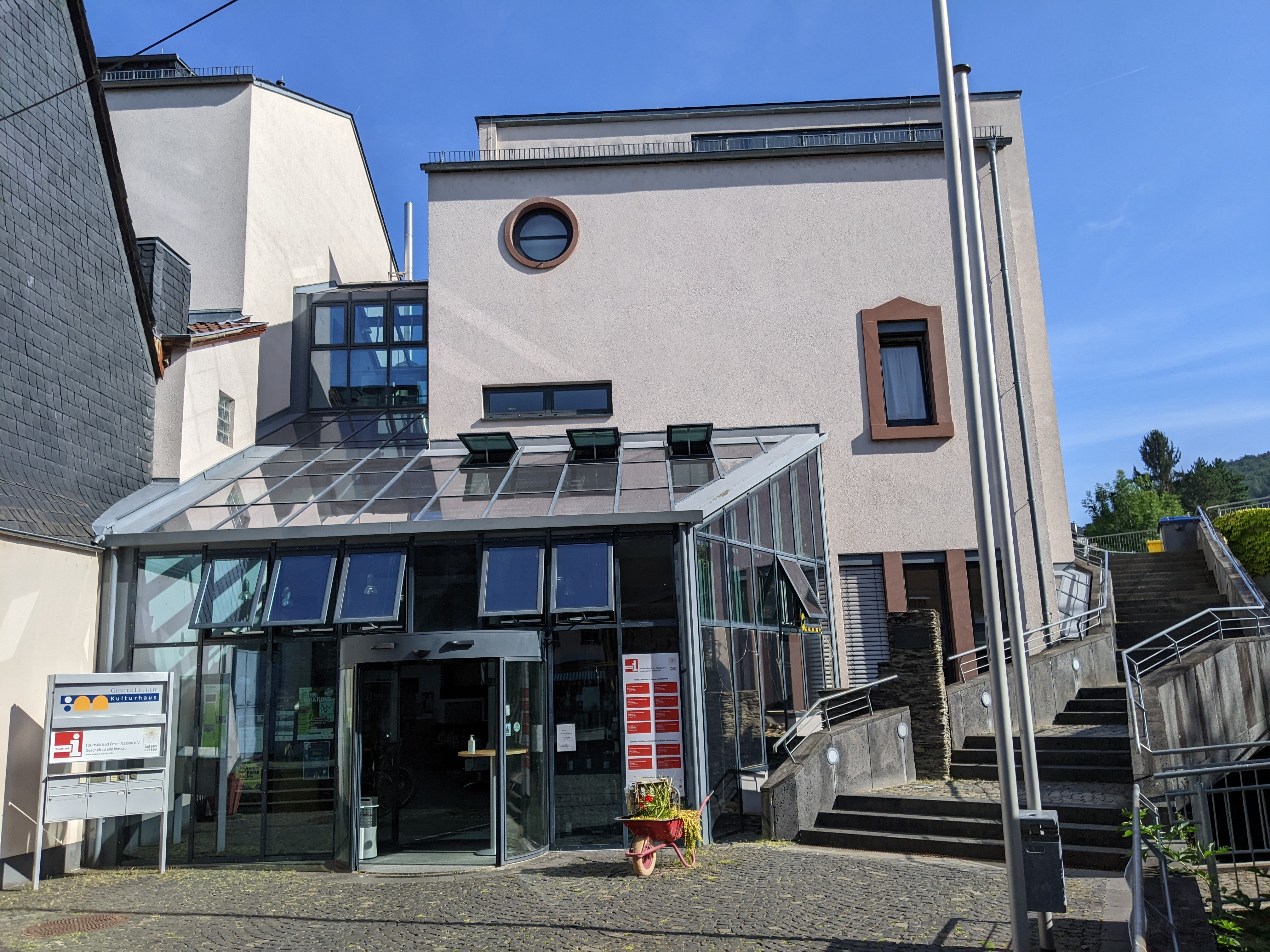
Günter-Leifheit-Kulturhaus

Günter Leifheit (* 13. Dezember 1920 in Wetter an der Ruhr; † 2. Juli 2009 in Lugano) war ein deutscher Unternehmer.
Günter Leifheit gründete 1959 zusammen mit seiner Frau Ingeborg den Reinigungs- und Küchengeräte-Hersteller Günter Leifheit KG in Nassau an der Lahn, die heutige Leifheit AG. Er wurde mit Wäschespinnen, Bügeleisen und Teppichkehrern bekannt. 1973 verkaufte er das Unternehmen an ITT.
Die Stadt Nassau ernannte Günter Leifheit 1991 zum Ehrenbürger. Seit 2005 gibt es in Nassau das „Günter-Leifheit-Kulturhaus“. 2006 erhielt er den Verdienstorden des Landes Rheinland-Pfalz.

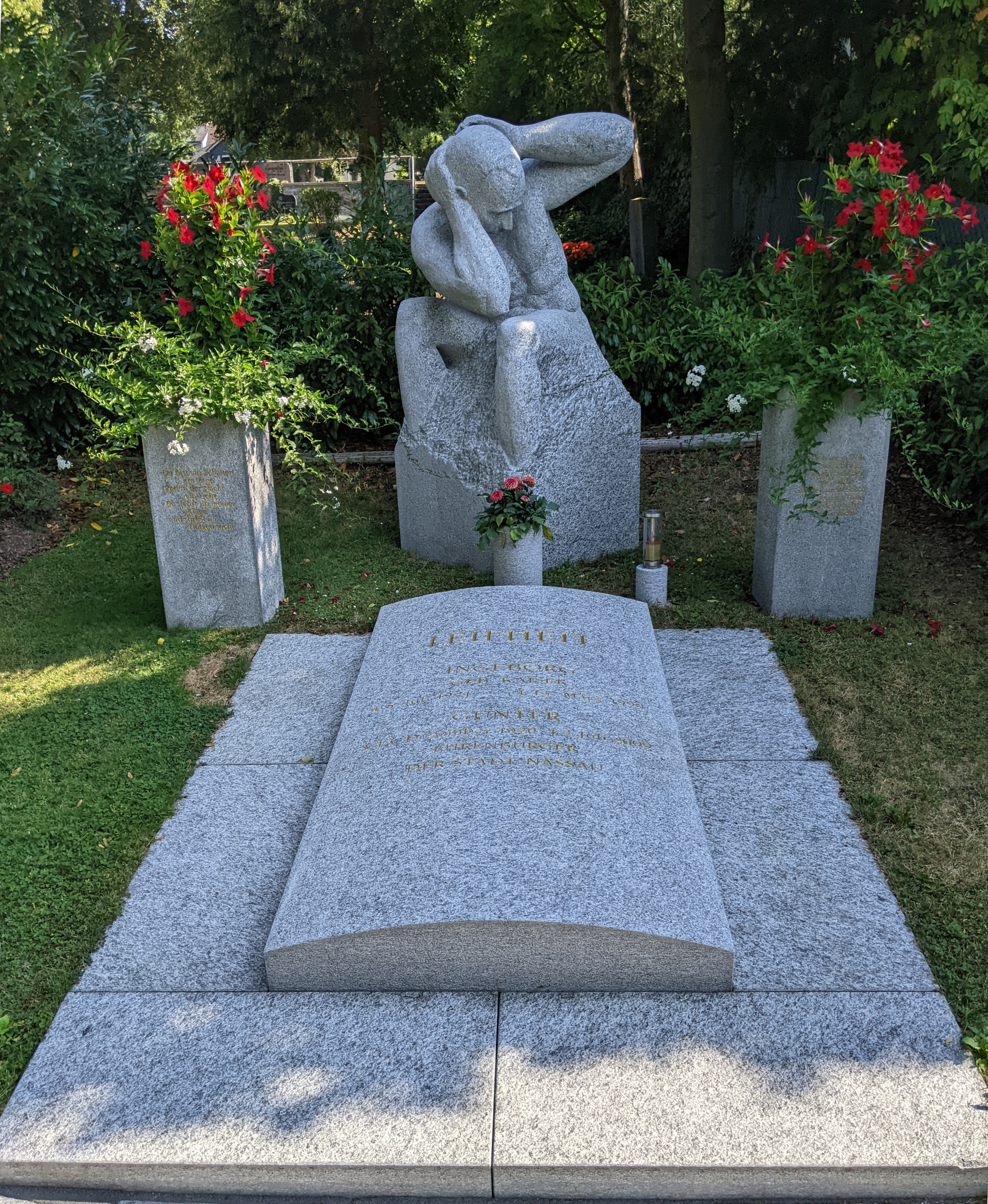
Grab Günter und Ingeborg Leifheit

Aus der Erbschaft von Günter und Ingeborg Leifheit erhielt die Gemeinde Garmisch-Partenkirchen 57 Millionen Euro als Stiftungsvermögen mit der Auflage, diese für alte und pflegebedürftige Einwohner zu verwenden. 2016 wurde für diesen Zweck die LongLeif GaPa gemeinnützige GmbH gegründet.
Im Juli 2024 wurde aufgrund von Recherchen des Historikers Stefan Holler bekannt, dass Leifheit zum 1. September der 1938 NSDAP beitrat (Mitgliedsnummer 6.976.365) sowie ab 1940 Mitglied der Waffen-SS war. Außerdem belegen Unterlagen des Bundesarchivs, dass er bis Ende des Zweiten Weltkriegs der Leibstandarte SS Adolf Hitler angehört hat.